# Nazlı Deniz Kuruoğlu
Nazlı Deniz Kuruoğlu (...) è una modella e ballerina turca, eletta Miss Europa nel 1982.

## Biografia
Nazlı Deniz Kuruoğlu studia danza presso il conservatorio di Mimar, ad Istanbul, in Turchia per poi diventare ballerina professionista. La sua carriera viene interrotta in seguito ad un infortunio al menisco, e la Kuruoğlu intraprende la carriera di modella.
Dopo aver vinto il titolo nazionale di Miss Turchia nel 1981, Nazlı rappresenta la propria nazione al concorso Miss Europa che quell'anno si tenne ad Istanbul, e viene decretata vincitrice il 12 giugno 1982. È la terza delegata turca a vincere il titolo, dopo Günseli Başar e Filiz Vural.